# Дуб Микола Михайлович
Мико́ла Миха́йлович Ду́б — старший прапорщик Державної служби України з надзвичайних ситуацій.

## Життєпис
Станом на лютий 2018 року — командир відділення, 5-та державна пожежно-рятувальна частина ГУ ДСНС у Львівській області. З дружиною  проживає в селі Залокоть.

## Нагороди та вшанування
- Указом Президента України № 741/2019 від 10 жовтня 2019 року за «особисту мужність і самовіддані дії, виявлені у захисті державного суверенітету та територіальної цілісності України» нагороджений орденом «За мужність» III ступеня[2].